# Piedmont (Oklahoma)
Piedmont è un comune degli Stati Uniti d'America, situato in Oklahoma, nella contea di Canadian e in una piccola parte nella contea di Kingfisher.